# Gobō, Wakayama
Gobō (御坊市 Gobō-shi) là một thành phố thuộc tỉnh Wakayama, Nhật Bản.